# Erwin C. Dietrich
Erwin C. Dietrich (* 4. Oktober 1930 in Glarus; † 15. März 2018 in Zürich) war ein Schweizer Drehbuchautor, Filmproduzent, -produktionsleiter, -regisseur und Schauspieler und einer der bedeutendsten Vertreter des europäischen Exploitationfilms.

## Leben und Werk
Beide Eltern Dietrichs hatten deutsche Wurzeln. Seine Mutter Alice Haag stammte aus Schwaben und wurde als Kind in Montlingen naturalisiert. Sein Vater, nach Dietrichs Aussage beruflich ein „Allrounder“, fand erst nach dem Ende des Zweiten Weltkriegs eine feste Stelle als Telefonmonteur. Die Familie zog zuerst nach Lachen, wo das Einzelkind Dietrich die erste Schulklasse absolvierte, dann nach St. Gallen. Hier verbrachte Dietrich die weiteren Schuljahre, zuletzt von 1944 bis 1947 die Sekundarstufe in der Klosterschule, genannt Flade. Er bezeichnete sich selbst als schlechten Schüler, der viel stärker durch die Pfadfinder, wo er Wölfli-Führer war, und speziell dem Musiker Hans Moeckel beeinflusst wurde.
Nach dem Schulabschluss entschied sich Dietrich für eine Bürolehre in der Buchhaltungsabteilung des Textilhauses von Otto Fischbacher in St. Gallen. Sein Lehrer an der Berufsschule in Dietrichs Lieblingsfach Handelsrecht war der später als Nachrichtensprecher bekannte Paul Spahn. Dietrich wollte aber in das Filmgeschäft kommen, und so brach er seine Bürolehre bei Fischbacher kurzerhand ab. Ursprünglich wollte Dietrich Schauspieler werden. Seine Eltern finanzierten ihm den Besuch der Bühnenschule Zürich. Den Einstieg über die Ausbildung zum Theaterschauspieler brach er jedoch ab und richtete sich neu aus.
1949 absolvierte er seine militärische Grundausbildung als Infanteriefunker in der Kaserne von Freiburg im Üechtland. Danach begann Dietrich die angestrebte Filmkarriere als Placeur im Kino Scala in Zürich. Gleichzeitig stellte er im Keller seines Elternhauses eigenhändig Haarpflegemittel her und sammelte so seine ersten Erfahrungen als Unternehmer. 1950 heiratete er, doch seine Frau Nelly starb bereits nach drei Jahren an einer Hirnblutung.
1955 entstand Dietrichs erster Film Das Mädchen vom Pfarrhof. Dietrich schrieb nicht nur das ursprüngliche Drehbuch, sondern wollte auch die Hauptrolle spielen. Er musste diesen Plan bald aufgeben, wurde auch aus den Produktionscredits verdrängt und sein Drehbuch völlig umgeschrieben. Doch immerhin machte er wesentliche Erfahrungen beim Entstehen eines Films und verdiente sich sein erstes Geld im Filmgeschäft. Zudem lernte er nach den ersten Dreharbeiten seine spätere Ehefrau Ines kennen.
Ab 1957 produzierte er selbst Filme, zunächst mit seiner Firma Urania-Film, wie Der Herr mit der schwarzen Melone und Der Mustergatte, die sich als grosse Erfolge erwiesen. Als in Deutschland die „Wallace-Krimis“ populär wurden, brachte Dietrich Die Nylonschlinge oder Der Würger vom Tower, besetzt mit Schauspielern wie Dietmar Schönherr, in die Kinos.
Mitte der 1960er Jahre wurde die Kinolandschaft sexuell freizügiger, ein Trend, dem sich Dietrich anschloss.  Ein frühes Beispiel ist der von ihm produzierte Film St. Pauli zwischen Nacht und Morgen, der eine Kombination aus gängiger Krimihandlung und Erotik darstellte.
Seine erste eigene Regiearbeit aus dem Jahr 1968, die Verfilmung des gleichnamigen Romans Die Nichten der Frau Oberst, war ein kommerzieller Erfolg. Bis ins Jahr 1980 folgten mehr als 45 weitere Regie- und Drehbucharbeiten, meist unter den Pseudonymen „Michael Thomas“ bzw. „Manfred Gregor“. Diese Filme produzierte Dietrich mit seiner neu gegründeten „Elite-Film“ (später „Ascot Film GmbH“). Meist entstanden Dietrichs Filme in seinen Studios in Rümlang ausserhalb von Zürich. Er belegte dazu das Obergeschoss im Restaurant Bahnhof. Diese Räumlichkeit war ursprünglich als Theatersaal genutzt worden und wurde von Dietrich ständig umgebaut. Das endete 1980, als im Restaurant ein Brand ausbrach und das Obergeschoss vollständig ausbrannte.
Höhepunkte von Dietrichs Schaffen in dieser Zeit sind vor allem die Filme mit Ingrid Steeger und Brigitte Lahaie. Sein 1980er Remake der Die Nichten der Frau Oberst, ebenfalls mit Lahaie, bezeichnete Dietrich oft als seinen Lieblingsfilm.
Dietrich produzierte insgesamt 17 Filme mit dem spanischen Regisseur Jess Franco.
Filme wie Liebesbriefe einer portugiesischen Nonne oder Jack the Ripper mit Klaus Kinski erfuhren weltweite Anerkennung, auch von Kollegen und Fans wie Joe Dante oder Quentin Tarantino, der Dietrich als den „Schweizer Roger Corman“ bezeichnete. 
Auch Dietrichs „Avis“-Filmverleih, mit dem er über 400 Filme der unterschiedlichsten Genres in die Kinos brachte, florierte. Doch der Cineast Dietrich wollte nicht weiter nur mit Erotik und „Exploitation“ identifiziert werden. Der von ihm co-produzierte Film Die Geschichte der Piera von Marco Ferreri mit Isabelle Huppert und Marcello Mastroianni wurde zwar kommerziell nicht so erfolgreich wie andere seiner Produktionen, hatte aber weltweit künstlerischen Erfolg auf Festivals. Hanna Schygulla erhielt für ihre Darstellung die „Goldene Palme“ in Cannes.
Der 1980 mit der Goldenen Leinwand ausgezeichnete Action-Film Die Wildgänse kommen, den er gemeinsam mit Euan Lloyd produzierte, brachte ihm internationales Ansehen. Der Film hatte im Jahr 1978 alleine in der Bundesrepublik Deutschland vier Millionen Zuschauer, wohl auch wegen der zu der Zeit populären Schauspieler wie Richard Harris, Roger Moore, Richard Burton und Hardy Krüger.
Im Zuge dieses Erfolgs produzierte Dietrich weitere Filme dieses Formats wie Flucht nach Athena oder Die Seewölfe kommen.  Die Erfolge dieser Filme überzeugten Dietrich Mitte der 1980er Jahre, gemeinsam mit seinem Geschäftspartner Peter Baumgartner drei weitere, auf den Philippinen gedrehte Action-Abenteuer zu produzieren: die Söldner-Trilogie Geheimcode Wildgänse, Kommando Leopard und Der Commander u. a. mit Klaus Kinski, Ernest Borgnine oder Lee Van Cleef in Hauptrollen.
Parallel zu seiner Tätigkeit als Drehbuchautor, Regisseur und Produzent eröffnete Dietrich das erste Multiplex-Kino der Schweiz, das Kino Capitol in Zürich, und später das Kino Cinemax am Zürcher Escher-Wyss-Platz.
Anfang der 1990er Jahre, nach dem Tanzfilm Dance Academy II, den beiden Komödien Ein Schweizer namens Nötzli und Der doppelte Nötzli sowie insgesamt mehr als 100 Produktionen, zog sich Dietrich aus dem aktiven Produzentengeschäft zurück und widmete sich dem Filmverleih „Ascot-Elite“. Die Führung dieser Firma übergab er 1991 seinen beiden Kindern Ralph und Karin. Als Kinounternehmer stieg er nun in das Zürcher Projekt Cinemax ein, und als dieses am 6. August 1993 eröffnet wurde, war Dietrich zugleich Programmverantwortlicher, Mehrheitsaktionär, Verwaltungsratspräsident und Geschäftsführer der Cinemax AG. 1995 gab er die Geschäftsführung ab, und 2006 verkaufte er die Kinos Capitol und Cinemax an die Kitag. Dietrich widmete sich zuletzt der digitalen Restauration seines filmischen Erbes.
Erwin C. Dietrich schrieb unter dem Pseudonym Manfred Gregor (nicht zu verwechseln mit dem Autor Gregor Dorfmeister, der dasselbe Pseudonym verwendete) zahlreiche Drehbücher und führte unter den Pseudonymen Irvin C. Dietrich, Wolfgang Frank, Manfred Gregor, Michael Thomas und Fred Williams häufig Regie.

## Filmografie
- 1955: Das Mädchen vom Pfarrhof
- 1957: Der König der Bernina
- 1959: Der Mustergatte
- 1960: Der Herr mit der schwarzen Melone
- 1961: Die Gejagten
- 1961: Musik ist Trumpf
- 1962: Zwei Bayern in Bonn
- 1963: Die Nylonschlinge
- 1964: Ein Sarg aus Hongkong
- 1966: Der Würger vom Tower
- 1966: Schwarzer Markt der Liebe
- 1967: St. Pauli zwischen Nacht und Morgen
- 1967: Seitenstrassen der Prostitution
- 1968: Unruhige Töchter
- 1968: … und noch nicht sechzehn
- 1968: Hinterhöfe der Liebe
- 1968: Die Nichten der Frau Oberst
- 1968: Weisse Haut auf schwarzem Markt
- 1968: Nichten der Frau Oberst: 2. Teil
- 1969: Nackter Norden
- 1969: Die Neffen des Herrn General
- 1969: Champagner für Zimmer 17
- 1970: Schwarzer Nerz auf zarter Haut
- 1970: Porno Baby
- 1970: Robin Hood und seine lüsternen Mädchen
- 1970: Intimità proibite di una giovane sposa (Co-Produktion)
- 1970: In der Glut des Mittags
- 1970: Ich – ein Groupie
- 1970: Django Nudo und die lüsternen Mädchen von Porno Hill (Brand of Shame)
- 1970: Die Sex-Abenteuer der drei Musketiere
- 1971: Der lüsterne Türke
- 1971: Blutjunge Verführerinnen
- 1971: Die Stewardessen
- 1972: Blutjunge Verführerinnen – 2. Teil
- 1972: Mädchen mit offenen Lippen
- 1972: Die Mädchen-Händler
- 1972: Blutjunge Masseusen
- 1972: Blutjunge Verführerinnen – 3. Teil
- 1973: Die Bett-Hostessen
- 1973: Mädchen, die nach Liebe schreien
- 1973: Eine Armee Gretchen
- 1974: Der Teufel in Miss Jonas
- 1974: Mädchen, die sich hocharbeiten
- 1974: Frauen, die für Sex bezahlen
- 1974: Heisser Sex in Bangkok
- 1974: Was geschah wirklich mit Miss Jonas?
- 1974: Die bumsfidelen Mädchen vom Birkenhof
- 1975: Heisser Mund auf feuchten Lippen
- 1975: Die Sex-Spelunke von Bangkok
- 1975: Mädchen. die sich bedienen
- 1975: Rolls-Royce Baby
- 1975: Die Blonde mit dem süssen Busen
- 1975: Mädchen ohne Männer
- 1975: Heisse Berührungen
- 1975: Frauen-Gefängnis
- 1976: Mädchen, die am Wege liegen
- 1976: Downtown – Die nackten Puppen der Unterwelt
- 1976: Mädchen im Nachtverkehr
- 1976: Jack the Ripper – Der Dirnenmörder von London
- 1977: Greta – Haus ohne Männer
- 1977: Die Liebesbriefe einer portugiesischen Nonne
- 1977: Sklavinnen
- 1977: Nach Bangkok …der Liebe wegen
- 1977: Tänzerinnen für Tanger
- 1977: In 80 Betten um die Welt
- 1977: Weisse Haut und schwarze Schenkel
- 1977: Marquise de Sade
- 1977: Adam + Eva
- 1977: Das Frauenhaus
- 1977: Die teuflischen Schwestern
- 1977: Frauen im Liebeslager
- 1977: Ruf der blonden Göttin
- 1977: Frauen ohne Unschuld
- 1978: Frauen für Zellenblock 9
- 1978: Mädchen nach Mitternacht
- 1978: Die Wildgänse kommen (The Wild Geese) (Produktion)
- 1979: Foltergarten der Sinnlichkeit
- 1979: 6 Schwedinnen im Pensionat
- 1980: Die Nichten der Frau Oberst
- 1980: Gefangene Frauen
- 1980: Die Seewölfe kommen
- 1980: 6 Schwedinnen von der Tankstelle
- 1980: Julchen & Jettchen
- 1981: 6 Schwedinnen auf Ibiza
- 1981: Mad Foxes – Feuer auf Räder (Los Violadares)
- 1981: Ein lasterhafter Sommer
- 1982: Heisser Sex auf Ibiza
- 1982: 6 Schwedinnen hinter Gittern
- 1982: Kommando
- 1983: Die Geschichte der Piera (Storia di Piera) (Produktion)
- 1983: 6 Schwedinnen auf der Alm
- 1984: Zukunft heisst Frau
- 1984: Geheimcode Wildgänse (Produktion)
- 1984: Super-Esel auf dem Ku`damm (Co-Produktion)
- 1985: Kommando Leopard
- 1986: Rückkehr der Wildgänse
- 1988: Der Commander
- 1988: Ein Schweizer namens Nötzli
- 1989: Dance Academy II
- 1990: Der doppelte Nötzli
- 1995: Never Talk to Strangers
- 1996: Kondom des Grauens